# Richard Sheldon

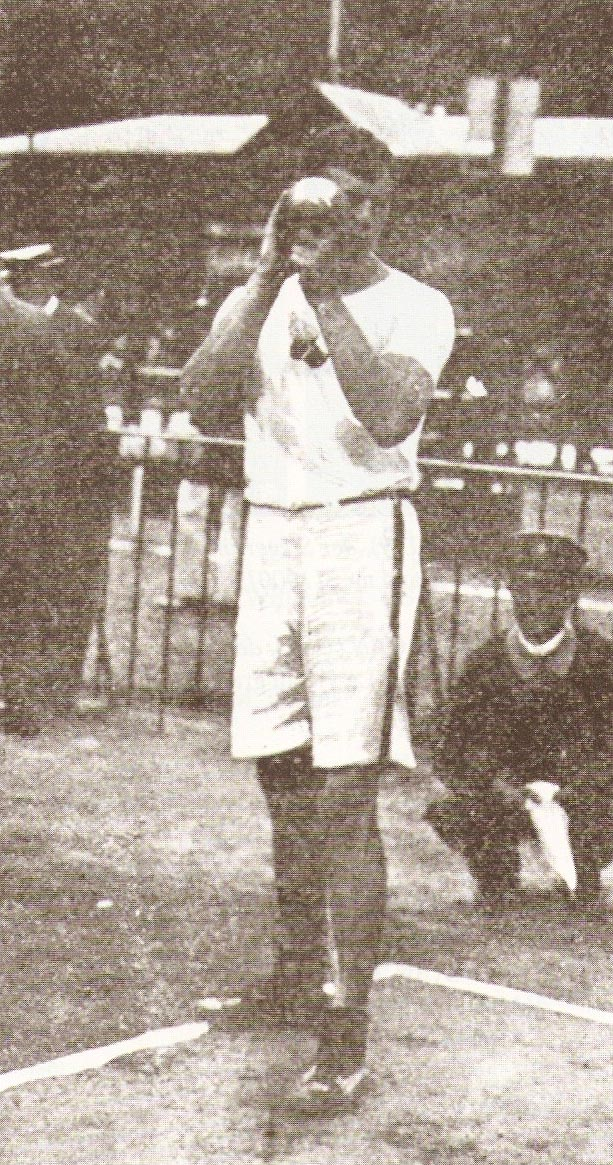
Richard Sheldon bei den Olympischen Spielen von 1900

Richard Sheldon (* 9. Juli 1878 in Rutland, Vermont; † 23. Januar 1935 in New York City) war ein US-amerikanischer Leichtathlet.
Bei den Olympischen Spielen 1900 in Paris gewann Richard Sheldon das Kugelstoßen mit 14,10 m und 1,25 m Vorsprung auf seinen Landsmann Josiah McCracken. Der Titelverteidiger Robert Garrett wurde mit 12,35 m Dritter. Am gleichen Tag, dem 15. Juli, wurde der Wettbewerb im Diskuswurf ausgetragen. Es gewann der Ungar Rudolf Bauer mit 36,04 m vor dem Böhmen František Janda-Suk mit 35,25 m und Richard Sheldon mit 34,60 m. Der Abstand zwischen Erstem und Drittem war also im Kugelstoßen größer als im Diskuswurf, was so in der olympischen Geschichte nur selten vorkam.
Nach seinem Universitätsabschluss an der Yale University arbeitete Sheldon bei der Autofirma Cadillac.